# Urbanus (artiste)
Pour les articles homonymes, voir Urbanus (homonymie) et Servranckx.
Urbain Servranckx, dont le nom d'artiste est Urbanus (provenant de Urbanus van Anus), né le 7 juin 1949 à Schepdaal (province du Brabant flamand), est un chanteur comique, acteur et bédéiste belge.

## Biographie
En 1982, il développe la série de bande dessinée Urbanus, avec le dessinateur Willy Linthout qui conte la jeunesse fictive du jeune Urbanus. Après 40 ans et 201 albums publiés, la série s'arrête le 26 octobre 2022.
De janvier 2006 à janvier 2007, Urbanus écrit le scénario de quatre tomes de la série Les P'tits Bob et Bobette pour le dessinateur Jeff Broeckx publiées aux éditions De Standaard, puis il cède le relais à Dirk Nielandt.

### Vie privée
Il est marié avec Nadine Mignon, le couple a trois enfants.

## Œuvre

### Discographie
- 1974 - Urbanus van Anus leevend - Parsifal[4]

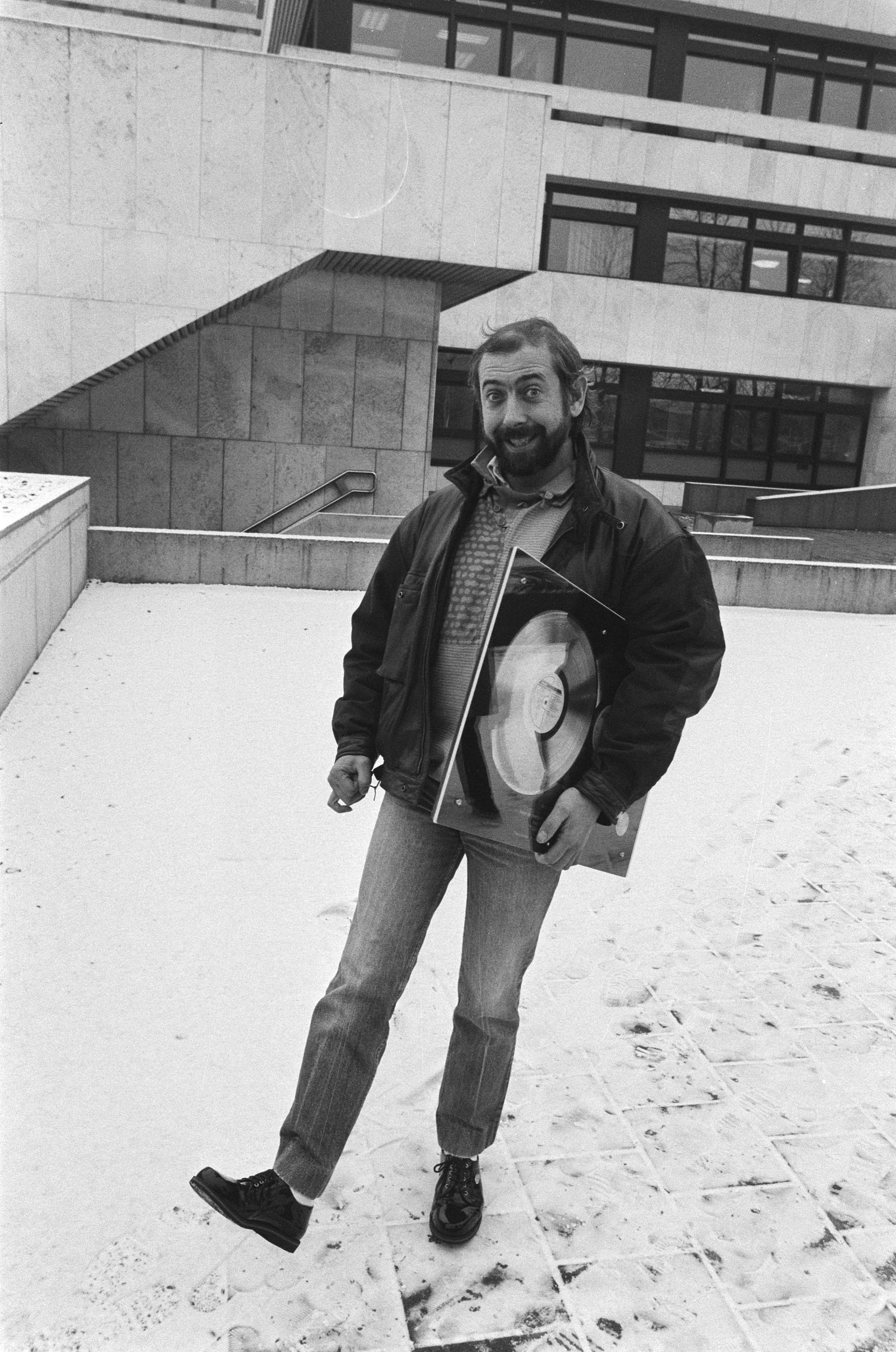
Urbanus et son disque d'or

- 1975 - Urbanus van anus in de weide/Urbanus van anus op de vijver - Philips[4]
- 1977 - Drie Sprookjes - Philips
- 1978 - Volle maan - Philips
- 1979 - Is er toevallig een Urbanus in de zaal ? - Philips
- 1982 - 10 jaar Urbanus Live - Philips
- 1985
  - Urbanus plezantst - Philips
  - Urbanus in 't echt - Philips
- 1995 - Iedereen beroemd - Philips

### Filmographie
Sauf indication contraire, les informations mentionnées dans cette section peuvent être confirmées par la base de données cinématographiques IMDb,  présente dans la section « Liens externes ».
Urbanus produit et apparaît dans plusieurs films :
- Hector (1988)
- Koko Flanel[5] (1990) de Stijn Coninx et Jef Van de Water
- Les Sept Péchés capitaux (1992)
- De Zevende Hemel (1993)
- Max (1994)
- Suske en Wiske: De duistere diamant (2004)
- Narrateur dans la version néerlandaise de La Marche de l'empereur (2005)
- Mega Mindy et le cristal noir (2010).

### Albums de bande dessinée

#### Urbanus
- 1. La Naissance d'Urbanus, Loempia, 1987
Scénario : Urbanus - Dessin : Willy Linthout - Couleurs : Mirella -  (ISBN 90-677-1078-4)
- 2. L'Agent braque des baraques, Loempia, Anvers, 1987
Scénario : Urbanus - Dessin : Willy Linthout - Couleurs : Mirella -  (ISBN 90-677-1084-9)
- 3. L'Orphelin artificiel, Magic Strip, 1990
Scénario : Urbanus - Dessin : Willy Linthout - Couleurs : Mirella -  (ISBN 2-8035-0179-1)

#### Les P'tits Bob et Bobette(2006-2007)
- 1. Joyeux diablotins, De Standaard, Anvers, janvier 2006
Scénario : Urbanus - Dessin : Jeff Broeckx - Couleurs : quadrichromie -  (ISBN 9002021143)
- 2. Charmants bambins, De Standaard, Anvers, janvier 2006
Scénario : Urbanus - Dessin : Jeff Broeckx - Couleurs : quadrichromie -  (ISBN 9002021151)
- 3. Vrais gosses, De Standaard, Anvers, octobre 2006
Scénario : Urbanus - Dessin : Jeff Broeckx - Couleurs : quadrichromie -  (ISBN 900202116X)
- 4. Gribouillis, De Standaard, Anvers, octobre 2007
Scénario : Urbanus - Dessin : Jeff Broeckx - Couleurs : quadrichromie -  (ISBN 9789002021374)

### Collectifs
- Carte blanche[6] (Wonderland Productions, 2016).